# Xan de Waard

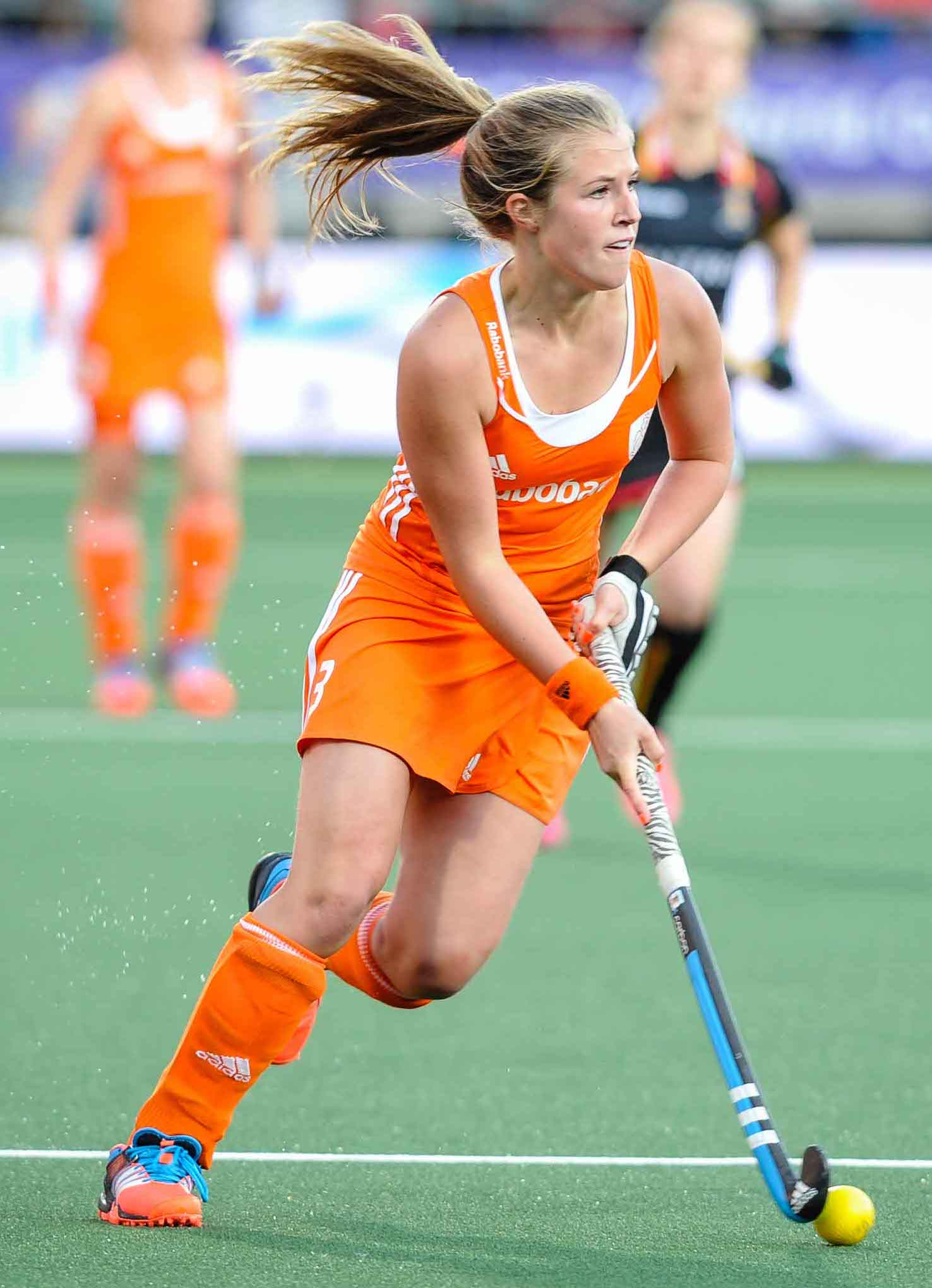
Xan de Waard (2014)

Xan de Waard (* 8. November 1995 in Renkum) ist eine niederländische Hockeyspielerin. Sie gewann 2016 die olympische Silbermedaille sowie 2021 und 2024 die Goldmedaille. Außerdem war sie Weltmeisterin 2014, 2018 und 2022 sowie Europameisterin 2017, 2019, 2021 und 2023.

## Leben
Die 1,63 m große Mittelfeldspielerin debütierte 2013 in der Nationalmannschaft. Sie bestritt 216 Länderspiele, in denen sie 21 Tore erzielte.(Stand 9. August 2024)
Die Niederlande waren gastgebende Nation bei der Weltmeisterschaft 2014 in Den Haag. Die Niederländerinnen gewannen ihre Vorrundengruppe vor dem australischen Team, im direkten Vergleich gewannen die Niederländerinnen mit 2:0. Nach einem 4:0 im Halbfinale gegen Argentinien trafen die Niederländerinnen im Finale erneut auf die Australierinnen und siegten wieder mit 2:0. Bei der Europameisterschaft 2015 in London belegten die Niederländerinnen den zweiten Platz hinter den Engländerinnen.
2016 bei den Olympischen Spielen in Rio de Janeiro gewannen die Niederländerinnen ihre Vorrundengruppe vor den Neuseeländerinnen. Nach einem 3:2 gegen die argentinische Mannschaft im Viertelfinale und einem Halbfinalsieg nach Penaltyschießen gegen die Deutschen trafen die Niederländerinnen im Finale auf die britische Mannschaft und unterlagen im Penaltyschießen. 2017 siegten die Niederländerinnen bei der Europameisterschaft in Amstelveen. Im Jahr darauf fand die Weltmeisterschaft in London statt. Die Niederländerinnen gewannen ihre Vorrundengruppe und bezwangen im Viertelfinale die Engländerinnen. Nach einem Halbfinalsieg im Shootout gegen Australien, bei dem Xan de Waard ihren Versuch verwandelt hatte, trafen die Niederländerinnen im Finale auf die irische Mannschaft. Die Niederländerinnen gewannen das Finale mit 6:0. 2019 verteidigten die Niederländerinnen ihren Europameistertitel bei der Europameisterschaft in Antwerpen. Auch bei der Europameisterschaft 2021 in Amstelveen siegten die Niederländerinnen im Finale gegen die deutsche Mannschaft. Bei den Olympischen Spielen in Tokio gewannen die Niederländerinnen alle acht Spiele, im Finale bezwangen sie die Argentinierinnen mit 3:1.
Ein Jahr später bei der Weltmeisterschaft 2022 war Xan de Waard in allen sechs Spielen dabei. Im Halbfinale gewann die Mannschaft mit 1:0 gegen die Australierinnen. Im Finale siegten die Niederländerinnen mit 3:1 gegen Argentinien. Auch bei der Europameisterschaft 2023 in Mönchengladbach waren die Niederländerinnen siegreich. Im Finale bezwangen sie die belgische Auswahl mit 3:1. Im August 2024 bei den Olympischen Spielen in Paris besiegten die Niederländerinnen im Viertelfinale die Britinnen mit 3:1. Nach einem 3:0-Sieg im Halbfinale über die Argentinierinnen gewannen die Niederländerinnen im Endspiel gegen die Chinesinnen im Shootout, nachdem es am Ende der regulären Spielzeit 1:1 gestanden hatte. Xan de Waard war in allen acht Spielen dabei und erzielte im Viertelfinale ein Tor. 
Im Dezember 2023 wurde de Waard zur besten Hockeyspielerin der Welt gewählt. 
Xan de Waard begann ihre Karriere beim SV Kampong und wechselte 2015 zum Stichtse Cricket en Hockey Club.